# Jordyn Brooks
Jordyn W. Brooks (geboren am 21. Oktober 1997 in Dallas, Texas) ist ein US-amerikanischer American-Football-Spieler auf der Position des Linebackers. Er spielte College Football für die Texas Tech University und wurde in der ersten Runde des NFL Draft 2020 von den Seattle Seahawks ausgewählt. Seit 2024 spielt Brooks für die Miami Dolphins.

## College
Jordyn Brooks stammt aus Dallas, Texas und zog um 2008 mit seiner Familie nach Houston, wo er die Stratford High School besuchte und Football als Runningback und als Linebacker spielte. Ab 2016 ging er auf die Texas Tech University und spielte dort College Football für die Texas Tech Red Raiders. Bei den Red Raiders nahm er bereits als Freshman eine bedeutende Rolle ein und führte sein Team mit 86 Tackles in dieser Statistik an. Darüber hinaus verhinderte er vier Pässe und erzwang einen Fumble. Brooks konnte in den folgenden Jahren an die Leistungen aus seiner ersten College-Saison anschließen und war vier Jahre lang Stammspieler für Texas Tech. In der Saison 2019 wurde er in das All-Star-Team der Big 12 Conference gewählt, als er mit 20 Tackles for Loss den Bestwert in der Conference aufstellte. Insgesamt erzielte Brooks für die Red Raiders 367 Tackles, davon 33 für Raumverlust, sieben Sacks, zwei Interceptions, außerdem verursachte er zwei Fumbles, konnte drei Fumbles aufnehmen und neun Pässe abwehren.

## NFL
Brooks wurde im NFL Draft 2020 in der 1. Runde an 27. Stelle von den Seattle Seahawks ausgewählt. Die Auswahl von Brooks wurde nach dem Draft von vielen Fans und Experten kritisiert, da ihn kaum jemand als Erstrundenpick erwartet hatte. Zudem wählten die Baltimore Ravens mit dem folgenden Pick an 28. Stelle mit Patrick Queen einen im medialen Konsens deutlich stärker eingeschätzten Linebacker. Brooks ging als Ersatzspieler hinter K. J. Wright und Bruce Irvin in seine Rookiesaison und wurde zunächst vorwiegend in den Special Teams eingesetzt. Wegen einer Knieverletzung verpasste er zwei Partien, bevor er ab dem siebten Spieltag wegen des verletzungsbedingten Ausfalls von Irvin zunehmend auch in der Defense zum Einsatz kam. Insgesamt spielte Brooks in seiner ersten NFL-Saison in 14 Partien der Regular Season bei knapp einem Drittel aller defensiven Snaps und erzielte 57 Tackles, zudem konnte er zwei Pässe verhindern. In der Saison 2021 erzielte Brooks mit 184 Tackles die zweitmeisten Tackles der Saison. In seinem dritten Jahr in der NFL war er ähnlich produktiv, zog sich allerdings am 17. Spieltag einen Kreuzbandriss zu. Daraufhin entschlossen die Seahawks sich dazu, die Fifth-Year-Option von Brooks’ Rookievertrag nicht wahrzunehmen. In der Saison 2023 verzeichnete Brooks 111 Tackles, 4,5 Sacks, eine Interception, vier verhinderte Pässe und einen erzwungenen Fumble.
Im März 2024 unterschrieb Brooks einen Dreijahresvertrag im Wert von 30 Millionen US-Dollar bei den Miami Dolphins.

### NFL-Statistiken
| Saison                             | Saison | Spiele | Spiele      | Tackles | Tackles | Tackles | Tackles | Interceptions | Interceptions | Interceptions | Interceptions | Interceptions | Fumbles | Fumbles | Fumbles |
| Jahr                               | Team   | Spiele | als Starter | Gesamt  | Solo    | Ast     | Sacks   | PD            | INT           | Yds           | Lng           | TD            | FF      | FR      | TD      |
| ---------------------------------- | ------ | ------ | ----------- | ------- | ------- | ------- | ------- | ------------- | ------------- | ------------- | ------------- | ------------- | ------- | ------- | ------- |
| 2020                               | SEA    | 14     | 6           | 57      | 35      | 22      | 0,0     | 2             | 0             | 0             | 0             | 0             | 0       | 0       | 0       |
| 2021                               | SEA    | 17     | 17          | 184     | 108     | 76      | 1,0     | 5             | 0             | 0             | 0             | 0             | 0       | 1       | 0       |
| 2022                               | SEA    | 16     | 16          | 161     | 103     | 58      | 1,0     | 5             | 0             | 0             | 0             | 0             | 1       | 1       | 0       |
| 2023                               | SEA    | 16     | 16          | 111     | 62      | 49      | 4,5     | 4             | 1             | 12            | 12            | 1             | 1       | 1       | 0       |
| 2024                               | SEA    | 17     | 17          | 143     | 86      | 57      | 3,0     | 6             | 0             | 0             | 0             | 0             | 0       | 2       | 0       |
| Gesamt                             | Gesamt | 80     | 72          | 656     | 395     | 261     | 9,5     | 22            | 1             | 12            | 12            | 1             | 2       | 5       | 0       |
| Quelle: pro-football-reference.com |        |        |             |         |         |         |         |               |               |               |               |               |         |         |         |